# Grauwzwarte renmier
De grauwzwarte renmier, ook wel grauwzwarte mier, (Formica fusca) is een mierensoort uit het geslacht grote schubmieren (Formica). Deze soort komt voor zowel in Noord-Amerika als in Noord- en Centraal-Eurazië.
De wetenschappelijke naam van de soort is voor het eerst geldig gepubliceerd in 1758 door Linnaeus.